# Ulrich Neymeyr

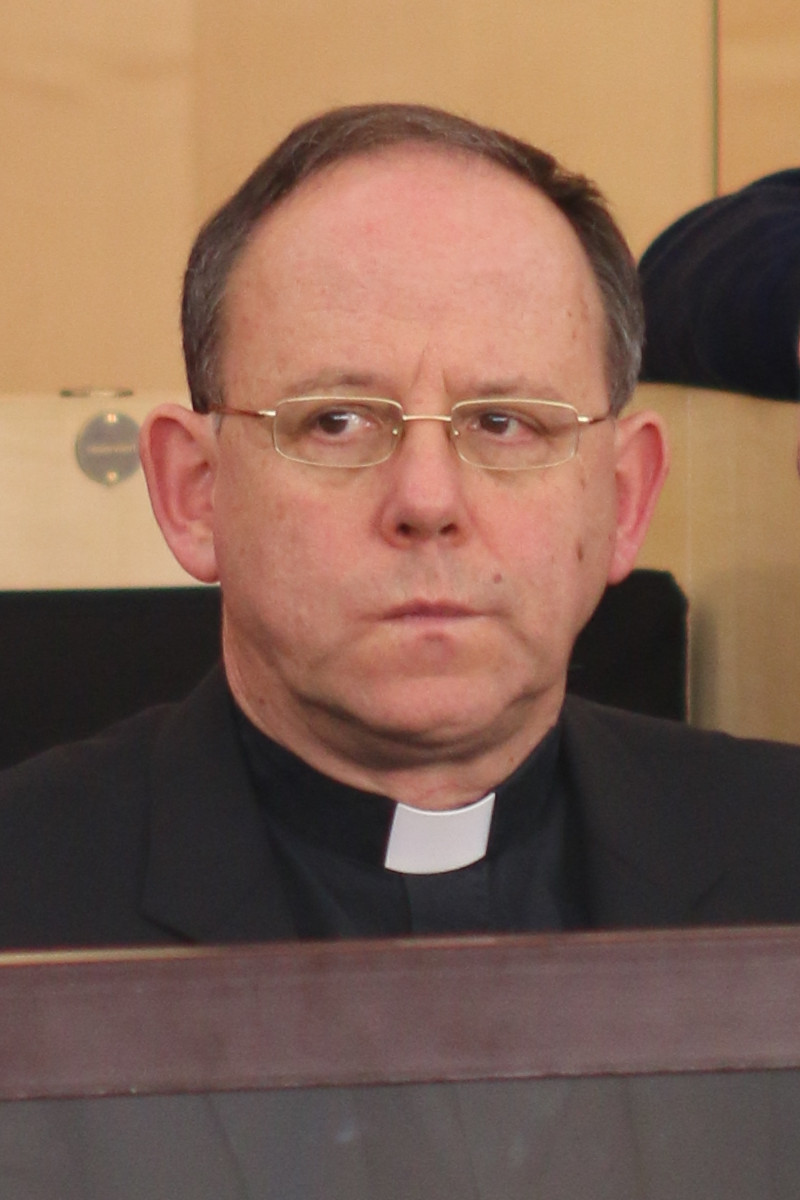
Bischof Ulrich Neymeyr (2014)

Ulrich Neymeyr (* 12. August 1957 in Worms-Herrnsheim) ist Bischof von Erfurt.

## Leben
Der in Worms-Herrnsheim als drittes Kind eines Diplom-Kaufmanns geborene Ulrich Neymeyr trat nach dem Abitur am Rudi-Stephan-Gymnasium in Worms im Jahre 1975 in das Mainzer Priesterseminar ein und studierte an der Johannes Gutenberg-Universität Philosophie und Katholische Theologie. Nach Abschluss des Studiums empfing er am 12. Juni 1982 vom Mainzer Bischof Hermann Kardinal Volk die Priesterweihe. Seine Kaplansstellen waren St. Franziskus, Mainz-Lerchenberg, und Maria Königin, Mainz-Drais. Aufgrund hervorragender Examensleistungen wurde er jedoch schon 1984 für ein Promotionsstudium freigestellt, das durch ein Graduiertenstipendium des Landes Rheinland-Pfalz gefördert wurde. Dieses schloss er 1987 mit einer Dissertation zum Thema: „Die christlichen Lehrer im zweiten Jahrhundert. Ihre Lehrtätigkeit, ihr Selbstverständnis und ihre Geschichte“ ab.

## Aufgaben und Ämter
Im August 1987 wurde er von Bischof Karl Lehmann zum Subregens und Ökonomen des Mainzer Priesterseminars ernannt. Nach sechs Jahren dort wurde er 1993 mit der Leitung zweier Pfarrgemeinden in Rüsselsheim betraut. 2000 wurde er Pfarrer in Worms-Horchheim und leitete gleichzeitig die nicht mit einem Priester besetzten Pfarreien Worms-Wiesoppenheim und Worms-Heppenheim/Offstein.
Am 20. Februar 2003 wurde er von Papst Johannes Paul II. zum Titularbischof von Maraguia ernannt und zum Weihbischof im Bistum Mainz bestellt. Die Bischofsweihe empfing er zusammen mit Werner Guballa am 21. April 2003 durch Karl Kardinal Lehmann im Mainzer Dom. Mitkonsekratoren waren der aus dem Bistum Mainz stammende Apostolische Nuntius in Belgien und Luxemburg, Karl Josef Rauber, sowie der Mainzer Weihbischof Wolfgang Rolly.

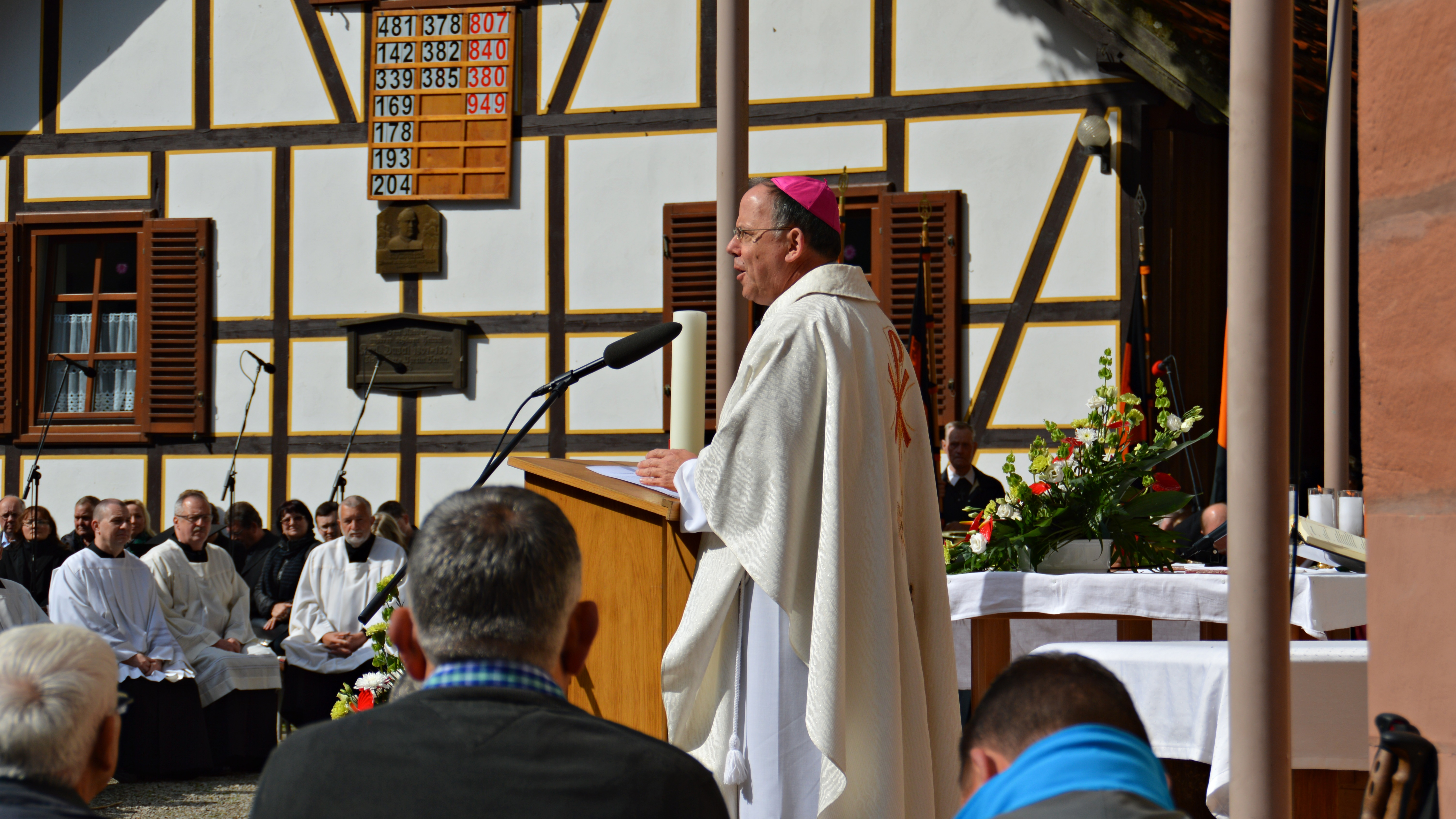
Bischof Ulrich Neymeyr 2017 während der Männerwallfahrt am Klüschen Hagis im Eichsfeld

Ulrich Neymeyr war als Weihbischof Bischofsvikar für die Jugendseelsorge, Mitglied der Jugendkommission und der Publizistikkommission der Deutschen Bischofskonferenz sowie Vizepräsident der Gesellschaft für mittelrheinische Kirchengeschichte für das Bistum Mainz. Zurzeit ist er Mitglied der Ökumenekommission der Deutschen Bischofskonferenz sowie Vorsitzender von deren Unterkommission für die religiösen Beziehungen zum Judentum und gehört der  Publizistischen Kommission an.
Am 19. September 2014 ernannte ihn Papst Franziskus zum Bischof von Erfurt. Seine Amtseinführung fand am 22. November im Dom zu Erfurt statt.

## Positionen (Auswahl)
Im Dezember 2018 erklärte Bischof Neymeyr in der Debatte um den Zölibat, er könne sich verheiratete Priester im Bistum Erfurt im Einzelfall vorstellen.
Im Mai 2019 sagte er, dass er die Zulassung von Frauen zu Weiheämtern in der Römisch-katholischen Kirche für theologisch denkbar halte.

## Bischofswappen und Wahlspruch

Wappen als Weihbischof

### Als Weihbischof in Mainz
Das Wappen von Bischof Neymeyr ist in Blau und Weiß (Silber) gehalten. Die drei Spitzen, im oberen Teil des Schildes, gehören zum Wappen der Dalberg-Familie, die ihren Sitz im Herrnsheimer Schloss hatte. Sie sind ein Bestandteil des Wappens von Neymeyrs Geburts- und Heimatort Worms-Herrnsheim.
Die beiden im unteren Bereich des Wappens abgebildeten Fische sind ein altes Symbol für Jesus Christus. Die griechischen Buchstaben des Wortes Fisch Ichtys stehen für Jesus Christus, Gottes Sohn, Erlöser. In Kreuzform erinnern sie daran, dass Jesus Christus durch seinen Tod am Kreuz die Welt erlöst hat. Zudem wird der Heilige Ulrich, der Namenspatron des Bischofs, immer mit einem Fisch dargestellt.
Sein bischöflicher Wahlspruch ist Christus suscepit nos („Christus hat uns angenommen“) (Röm 15,7 ).

Wappen als Bischof von Erfurt

### Als Bischof von Erfurt
Mit seiner Amtseinführung als Bischof von Erfurt legte sich Ulrich Neymeyr ein neues Wappen zu. Dieses ist in Gold, Silber und Rot gehalten. Die drei Spitzen, im oberen Teil des Schildes, die an seinen Geburts- und Heimatort Worms-Herrnsheim erinnern, blieben erhalten. Durch Karl Theodor von Dalberg, aus dem Geschlecht der Kämmerer von Worms, entsteht hier eine zusätzliche Verbindung zu seinem neuen Bistum. Auch das Mainzer Rad, das sowohl im Bistums- und im Stadtwappen von Mainz als auch im Erfurter Stadtwappen vorkommt, verbindet zwei Lebensstationen des Bischofs. Der Schlüssel wiederum stammt aus dem Wappen der Stadt Worms, der Heimatstadt des Bischofs, die – wie auch das alte Bistum Worms – den Hl. Petrus zum Patron hat.
Seinen Wahlspruch übernahm Neymeyr aus seiner Zeit als Weihbischof.

## Sonstiges
Im Jahr 2020 wurde Ulrich Neymeyr im Rahmen der TV-Sendung Klein gegen Groß von einem 10-jährigen Mädchen herausgefordert. Die junge Schweizerin, die aus einer Glockengießerfamilie stammte, behauptete, dass sie Kirchenglocken aus der ganzen Welt allein am Klang erkennen könne. Sie gewann schließlich das Duell.